# Momodu Mutairu
Momodu Mutairu (* 2. September 1976) ist ein ehemaliger nigerianischer Fußballspieler, er wurde als Stürmer eingesetzt.

## Karriere

### Verein
In der Vereinslaufbahn war 1995 sein erster Verein der Julius Berger FC aus dem nigerianischen Lagos, für den er bis 1996 spielte. Danach zog es ihn nach Japan zum 
Erstligisten Kawasaki Frontale für den er bis zum Jahre 1998 aktiv war. Der nächste Wechsel erfolgt danach 1999 landesintern zum Zweitligisten Montedio Yamagata bis ins Jahr 2000. Danach war er erneut für den Julius Berger FC aktiv, sowie im Jahr 2007 noch einmal für den ebenfalls nigerianischen Dolphins FC.

### Nationalmannschaft
Mit der nigerianischen Fußballnationalmannschaft nahm er am König-Fahd-Pokal im Jahre 1995 teil.